# Doropygus dakarensis
Doropygus dakarensis is een eenoogkreeftjessoort uit de familie van de Notodelphyidae. De wetenschappelijke naam van de soort is voor het eerst geldig gepubliceerd in 1966 door Monniot.